# De la coupe aux lèvres (film, 1920)
Pour les articles homonymes, voir De la coupe aux lèvres.
Pour plus de détails, voir Fiche technique et Distribution.
De la coupe aux lèvres est un film muet français réalisé par Guy du Fresnay, sorti en 1920.

## Fiche technique
- Titre original : De la coupe aux lèvres
- Réalisation : Guy du Fresnay
- Scénario : Guy du Fresnay
- Société de production : Société des Etablissements L. Gaumont
- Société de distribution : Comptoir Ciné-Location (C.C.L.)
- Pays d'origine :  France
- Langue : film muet avec les intertitres  en français
- Format : Noir et blanc — 35 mm — 1,33:1 — Muet
- Métrage : 1 860 mètres (6 bobines)
- Genre : Film dramatique
- Durée : 62 minutes
- Dates de sortie :
  -  France : 3 septembre 1920

## Distribution
- Marguerite Madys
- Paul Capellani
- Armand Tallier